# Reversierstarter

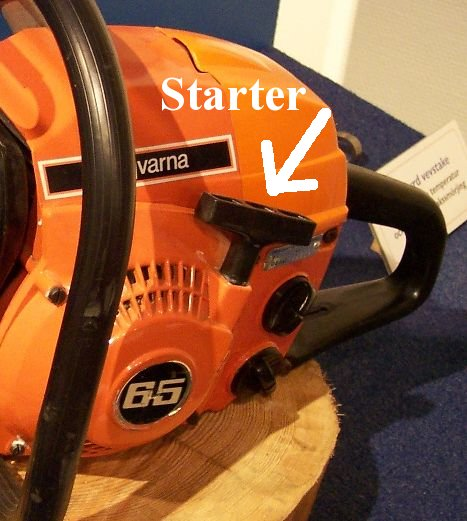
Motorsäge mit Reversierstarter

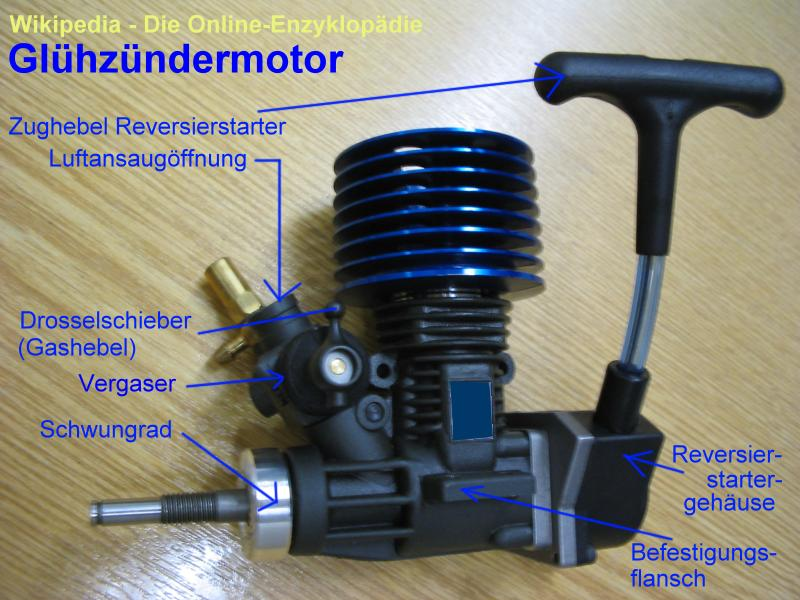
Reversierstartvorrichtung an einem Modellmotor

Als Reversierstarter wird eine mechanische Seilzug-Startvorrichtung für kleine Verbrennungsmotoren bezeichnet, bei der das Startseil nach dem Anlassvorgang automatisch wieder in die Ausgangslage eingezogen (reversiert) wird.

## Einsatz
Seilzugstarter gibt es insbesondere an Arbeitsgeräten, die in der Hand geführt werden, wie Motorsägen und Motorsensen, oder an sonstigen Verbrennungsmotoren geringer Leistung, etwa bei kleineren Generatoren (bis etwa 2,5 kW), Rasenmähern sowie maritimen Außenbordmotoren, Pocket Bikes oder bestimmten Glühzündermotoren. Vereinzelt wurden Seilzugstarter auch für größere Motorräder verwendet. Motoren, die mit Seilzugstarter gestartet werden, haben meist einen Hubraum bis maximal 700 cm³. Bei einzylindrigen Industriemotoren ist Reversierstart die übliche Startmethode bis gut 0,5 l Hubraum und maximal 9 kW, bei Benzinmotoren bis 11 kW.
Durch den rein mechanisch funktionierenden Reversierstarter kann auf eine aufwendigere Bordelektrik mit Teilen wie Starterbatterie, Anlasser sowie Lichtmaschine bei den Gerätschaften verzichtet werden, was der Forderung nach einem geringen Gewicht und einfachem Aufbau entgegenkommt. Als Bordelektrik genügt bei Ottomotoren eine einfache Magnetzündung, die meist im kombinierten Kühlgebläse- und Schwungrad integriert ist.

## Funktionsweise
Der Reversierstarter besteht aus einem Zugseil mit einem Fingergriff als Abschluss, das auf einer Seiltrommel an einer Freilaufnabe auf dem – meist der Kraftabnahmeseite des Motors gegenüber liegenden – Kurbelwellenstumpf des Motors aufgewickelt ist. Zum Starten des Motors wird mittels des Fingergriffes das Seil zuerst langsam herausgezogen, bis der Freilauf im Motor „eingespurt“ ist, dann wird kräftig weitergezogen. Die sich dadurch drehende Wickelspule wirkt über den Freilauf auf die Kurbelwelle und nimmt diese bis zum Ende des Zugvorgangs mit, danach wird das Seil automatisch durch eine Spiralfeder in die Ausgangslage zurückgeholt. Wenn mit ausreichender Geschwindigkeit gezogen wurde, wird die zum Anspringen notwendige Umdrehungszahl überschritten. Bei größeren Motoren wird eine Dekompressionsvorrichtung benötigt.
Seltener gibt (bzw. gab) es auch Seilzugstarter, bei denen die Kraftübertragung über ein auf einem Schubgewinde befindliches Zahnrad erfolgt, das zuerst mittels des Gewindes in den Zahnkranz des Schwungrades des Motors eingespurt wird und dann die Kurbelwelle antreibt.

## Abgrenzung zum einfachen Seilstart
Der einfache Seilstart gehört ebenfalls zur Gruppe der manuellen Startverfahren von Verbrennungsmotoren, dafür ist i. d. R. auf dem vorderen freien Ende der Kurbelwelle eine Seilscheibe montiert. Benötigt wird ein Startseil mit einem Griff an dem einen und einem Knoten am anderen Ende. In einer der Flanken der Seilscheibe befindet sich eine Aussparung, in die das Seil mit dem Knoten nach außen eingelegt und in Drehrichtung des Motors aufgewickelt wird. Dann wird an dem Griff zügig gezogen, um den Motor zu starten.
Mit Seilstart können (nach Herstellerangaben) Dieselmotoren bis etwa 20 kW gestartet werden, bei Benzinmotoren aufgrund des geringeren Kompressionswiderstands entsprechend auch größer. Große Motoren werden dazu entgegen der Motordrehrichtung gegen den Kompressionswiderstand gedreht, dann wird das Seil gezogen, bis der Motor gegen den nächsten Kompressionswiderstand läuft. Der Motor prellt und läuft zurück, das Seil wird dabei kontrolliert freigegeben, so dass es sich auf der Scheibe wieder aufwickelt. Sowie der Motor auf dem ersten Kompressionswiderstand wieder aufgelaufen ist und vorwärtsprellt, wird dieser Extraschwung genutzt, um an dem Seil mit mehr Geschwindigkeit zu ziehen. So wird der Motor aufgeschaukelt, bis man mit einem letzten kräftigen Zug den Kompressionswiderstand überwindet und den Motor startet.
Seilstart ist billig in der Herstellung, weil es minimalen Aufwand am Motor erfordert, ist recht gefährlich und speziell bei größeren Motoren ist viel Übung nötig. Zumindest in Europa ist Seilstart deshalb (von Berufsgenossenschaften) verboten und praktisch nicht mehr zu finden. Speziell an der Aussparung in der Seilscheibe neben dem Knoten ist das Seil häufig beschädigt und kann reißen, so dass der Bediener rückwärts fällt. Häufig wurde das Seil unprofessionell repariert, durch ungeeignete andere Seile ersetzt, so dass es sich in der Nut der Seilscheibe verklemmen konnte und das Seil vom laufenden Motor mitgenommen wurde. Dies kann im Extremfall dazu führen, dass die Hand des Bedieners in die laufende Maschine gezogen wird.